# アフィニティークロマトグラフィー
アフィニティークロマトグラフィー（英語: affinity chromatography）はクロマトグラフィーの一種で、主として生体高分子（たんぱく質や核酸）同士または低分子物質とのアフィニティー（親和性）によって物質を分離する方法である。生化学などで盛んに用いられる。
用いられるアフィニティーの種類は、たんぱく質同士の結合（抗原と抗体、シグナル伝達過程で結合するたんぱく質同士など）、たんぱく質と低分子物質との結合（酵素とその基質、受容体とホルモンなどのリガンド、キレートされた金属イオン、その他たんぱく質による特異的結合など）、核酸（DNA、RNA）の相補的結合、核酸とたんぱく質の特異的結合など様々なものがある。一方の物質を担体（デキストランやアガロースなどのゲルが多く用いられる）に固定化し、分離すべき物質の溶液を流し込むという方法がとられる。
この方法を用いてたとえば次のようなことが可能である。
- 低分子物質を担体に固定化して、それに結合する酵素、受容体や特異的結合たんぱく質を得る。
- たんぱく質を固定化して、それに結合するたんぱく質を得る。
- 特定のDNA配列を固定化し、それに結合するたんぱく質（転写因子など）を得る。
- 相補的なDNA・RNA鎖を回収する。
- 遺伝子工学で目的のたんぱく質に"タグ"（ヒスチジンからなるペプチド (Hisタグ)、あるいはビオチン化ペプチド）を付けておく。それぞれ亜鉛などのキレート、アビジン（ビオチン結合たんぱく質）を固定化しておけば、目的のたんぱく質を回収できる。
- アルブミンなどのたんぱく質を固定化し、低分子化合物の光学異性体を分離・分析する。

結合が強い場合は吸着したまま離れなくなることも多いが、その場合には塩濃度を高くする、担体に固定化した方の物質をさらに流し込むといった方法で溶出することができる。